# Xiphinema diversicaudatum
Xiphinema diversicaudatum är en rundmaskart. Xiphinema diversicaudatum ingår i släktet Xiphinema, och familjen Xiphinematidae. Arten är reproducerande i Sverige.